# アギラ島
アギラ島（アギラとう、スペイン語: Islote Águila、英語: Águila Islet、イーグル島、英語: Eagle Islet）は、チリ領ディエゴ・ラミレス諸島に属する島であり、チリ最南端の地である。アギラはスペイン語で「鷲」を意味する。